# ایر موآنا
ایرموآنا (به انگلیسی: Air Moana) یک شرکت هواپیمایی در پلی‌نزی فرانسه است. مقر اصلی این خط هواپیمایی، فرودگاه بین‌المللی فاآ واقع در تاهیتی است. این شرکت پروازهای داخلی را در پلی نزی فرانسه با استفاده از دو فروند هواپیمای ای‌تی‌آر ۷۲ انجام می‌دهد.
این خط هوایی در ژانویه ۲۰۲۲ توسط کریستین ورنودون، ریاست سابق شرکت هواپیمایی ایر تاهیتی با برنامه‌هایی برای استفاده از هواپیماهای ای‌تی‌آر برای پروازهای داخلی به جزایر انجمن و توآموتو بنیان‌گذاری شد. مجوز عملیات داخلی خود را در دسامبر ۲۰۲۲ دریافت نمود با دریافت اولین هواپیمای خود که اواخر همان ماه شروع به ارائه خدمات نمود. در دسامبر ۲۰۲۲، Sofidep، شرکت مالی توسعه پلی نزی فرانسه، بخشی از سهام شرکت هواپیمایی را در اختیار گرفت.

## ناوگان

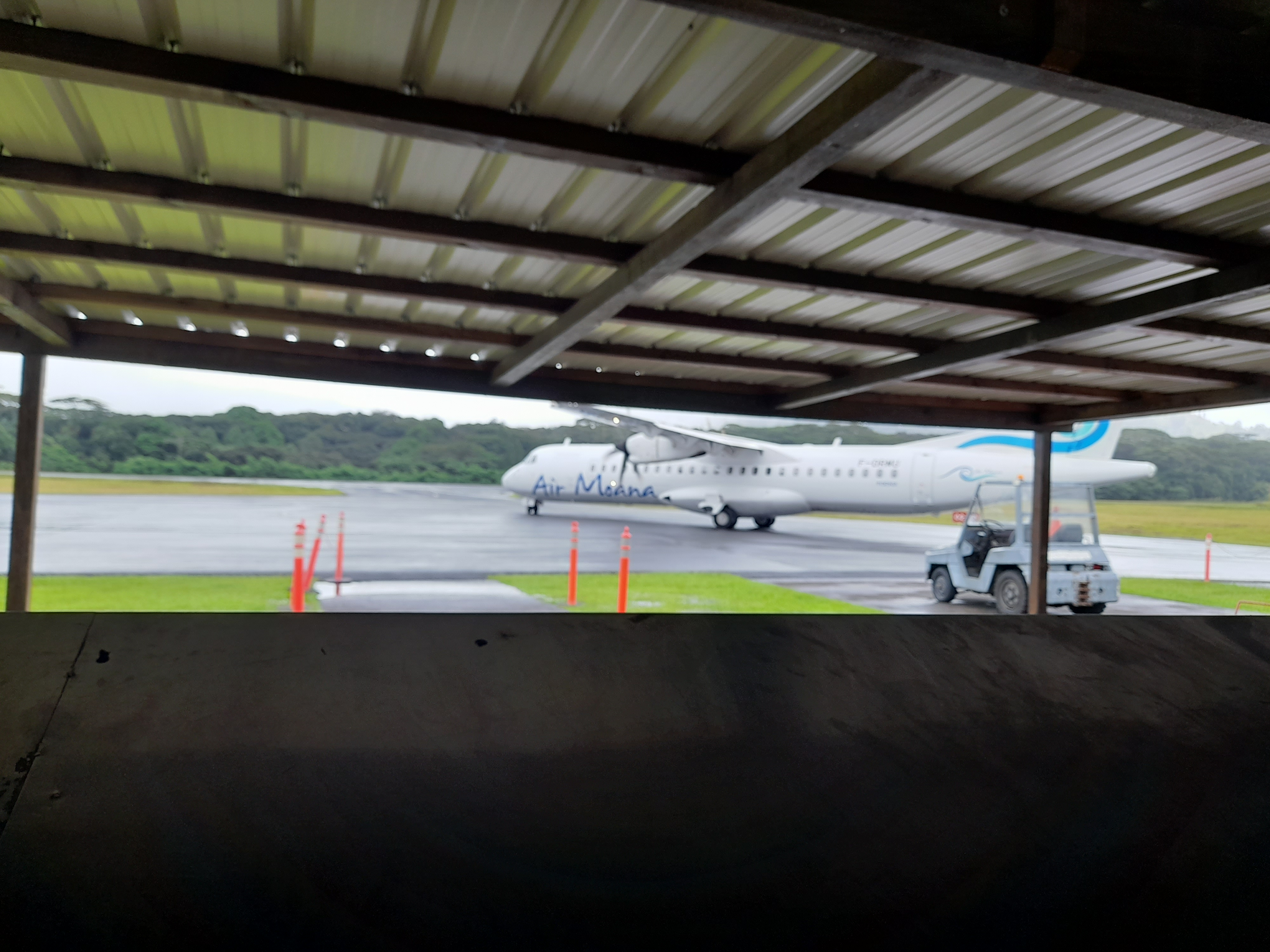
یک فروند ای‌تی‌آر ۷۲ سری ۶۰۰ متعلق به ایر موآنا.

ناوگان شرکت هواپیمایی ایر موآنا در مارس ۲۰۲۳، شامل هواگردهای ذیل بود.
| هواگرد            | در حال خدمت | سفارش داده شده | تعداد مسافر | یادداشت |
| ----------------- | ----------- | -------------- | ----------- | ------- |
| ای‌تی‌آر ۷۲ سری ۶۰۰ | ۲           | ۰              | ۷۲          | —       |
| جمع کل            | ۲           | ۰              |             |         |

## مقصدها
| نام فرودگاه       | نام کشور      | نام مجمع الجزیره            |
| ----------------- | ------------- | --------------------------- |
| فرودگاه موئورئا   | پلی‌نزی فرانسه | جزایر بادگیر (جزایر انجمن)  |
| فرودگاه رایاتئا   | پلی‌نزی فرانسه | جزایر بادپناه (جزایر انجمن) |
| فرودگاه هواهین    | پلی‌نزی فرانسه | جزایر بادپناه (جزایر انجمن) |
| فرودگاه بورا بورا | پلی‌نزی فرانسه | جزایر بادپناه (جزایر انجمن) |
| فرودگاه رانگیروا  | پلی‌نزی فرانسه | توآموتو                     |
| فرودگاه نوکو هیوا | پلی‌نزی فرانسه | جزایر مارکیز                |
| فرودگاه هیوا اوئآ | پلی‌نزی فرانسه | جزایر مارکیز                |